# Мадона дел Буон Конзиљио (Кјети)
Мадона дел Буон Конзиљио (итал. Madonna del Buon Consiglio) је насеље у Италији у округу Кјети, региону Абруцо.
Према процени из 2011. у насељу је живело 97 становника. Насеље се налази на надморској висини од 100 м.